# Moninhas
Moninhas es un barrio de la ciudad de Póvoa de Varzim, localizado en la parte Barreiros/Moninhas.
Moninhas se localiza en la parte sur de Barreiros/Moninhas. 
Barreiros y Moninhas limitan al norte con el Parque da Cidade, al sur limitan con la parte Matriz/Mariadeira, al oeste con el Bairro Norte y zona Centro y al este con Giesteira.
En la zona de Moninhas se realiza todos los lunes la Feira Semanal da Póvoa de Varzim.
La referencia más antigua a Moninhas data de 1586. Sin embargo, el poblamiento del barrio parece ser posterior al siglo XVI.